# Alexander von Francken-Sierstorpff
Graf Alexander Heinrich Kaspar Friedrich-Wilhelm Anton Gabriel von Francken-Sierstorpff (* 12. Juli 1861 in Endersdorf bei Grottkau, Provinz Schlesien; † 17. Juni 1907 in Breslau) war ein deutscher Rittergutsbesitzer und Politiker.

## Leben

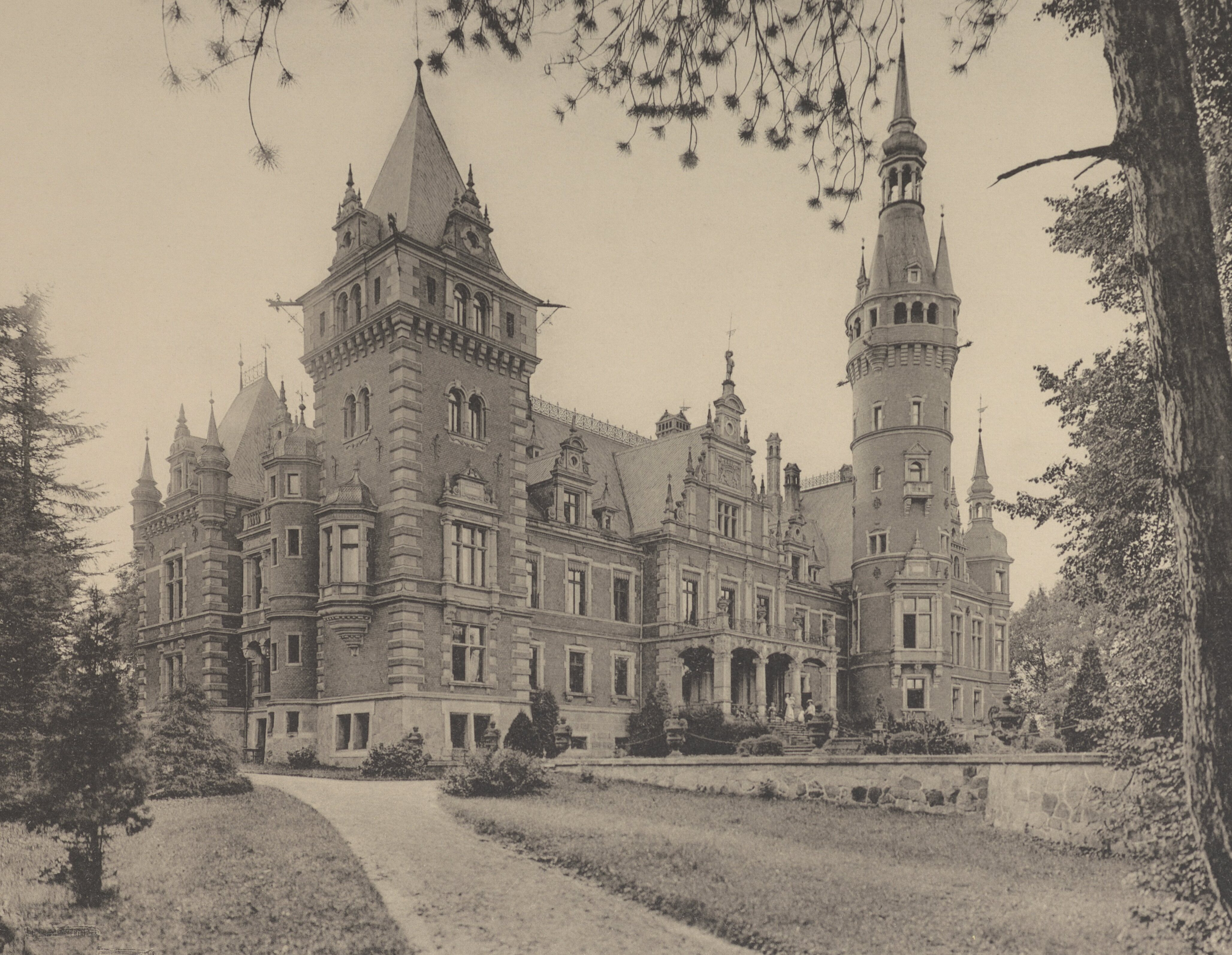
Schloss Franzdorf (um 1907)

Alexander von Francken-Sierstorpff stammte aus dem Adelsgeschlecht Francken-Sierstorpff und war Sohn des Rittergutsbesitzers und Mitglieds des Preußischen Herrenhauses Alexander von Francken-Sierstorpff und der Angela geb. Gräfin Matuschka, Freiin von Toppolczan und Spaettgen. Feodor von Francken-Sierstorpff war sein Onkel. Friedrich von Francken-Sierstorpff und Johannes von Francken-Sierstorpff waren seine Neffen.
Nach dem Besuch des Gymnasiums in Münster studierte Alexander von Francken-Sierstorpff an der Rheinischen Friedrich-Wilhelms-Universität Bonn und der Friedrich-Wilhelms-Universität Berlin Rechtswissenschaften. 1881 wurde er Mitglied des Corps Borussia Bonn. Nach dem Studium wurde ernach 1884 Herr auf Schloss Franzdorf bei Neiße. Der Besitz hier umfasste fünf Güter mit gesamt etwa 920 ha. Er war Landesältester auf Schloss Endersdorf, Kreisdeputierter, zunächst Leutnant und dann Rittmeister der Reserve im Leib-Kürassier-Regiment „Großer Kurfürst“ (Schlesisches) Nr. 1. Zudem war der Offizier auch Vertreter der Schlesischen Landschaft im Kreise Neisse-Grottkau. Er war unverheiratet.